# ヨコモ
株式会社ヨコモは、ラジオコントロールモデルを製造・販売する模型メーカーである。旧名は「横堀模型」。本社所在地は茨城県つくば市。

## 概要
自動車のラジオコントロールモデルを主力に販売している会社であり、代表的な商品に1/10スケールのドリフトパッケージがある。ワークスチームTEAMYOKOMOは、RCレースで世界的に活動している。過去にはEPカー（電動ラジコンカー）で数多くのカテゴリーでチャンピオンとなった広坂正美が所属していた。
なお、ラジコン専門誌「RCマガジン」の最終ページ広告は、1980年代から現在までヨコモの定位置となっている。

## 代表的な製品

### 1/10スケール

#### ON ROAD
- BD7シリーズ（BD7 2016、BD7 2015）

2ベルトドライブ4WDシャーシ
- BD7 2015

2014年IFMAR ISTC世界選手権を制したマシン。
- BD7 2016

BD7 2015の設計を見直し、低重心化を果たしたシャーシ。ドライブプーリーを小径化しジャイロ効果も低減した。
- BD8シリーズ（BD8 2017）

2ベルトドライブ4WDシャーシ。BD7と比べるとモーター搭載位置を内側に寄せている。アスファルト路面向きのカーボンシャーシ仕様とカーペット路面向きのアルミシャーシ仕様がある

#### OFF ROAD
- YZ-2

2WDオフロードカー
- YZ-4

2ベルトドライブ4WDシャーシ

#### DRIFT
- ドリフトパッケージシリーズ

ドリフト走行に適した構成の4WDシャーシ
- YD-2

RWDドリフト専用シャーシ
- YD-4

シャフトドライブ4WDシャーシ。スライドラック式のステアリングシステムを採用している

### 1/12スケール
- GT-500/300シリーズ（GT5-R2、GT5-RS2、GT-B）

ダイレクトドライブRWDシャーシ

## 歴史
日本のラジコンメーカーとしては歴史が長く、1970年代から1/12サイズの電動カーシャーシキットを販売していたが、当時の「横堀模型」はメーカーとしてよりも、米国アソシエイテッド社の輸入業者としての面が強かった。
1983年に発売した1/10オフロードレーサーYZ-834Bドッグファイターのヒットをきっかけに、自社シャーシ開発に力を入れ、現在に至る世界的な競技モデル製作メーカーへの道を辿る。ちなみに、YZ-834Bは1985年の第1回1/10オフロード世界選手権ではアメリカのギル・ロッシJr.の操縦により優勝している。
1988年に前年の第2回1/10オフロード世界選手権4WDクラスチャンピオンの広坂正美とその父親でメカニックの正明が入社すると、正明の設計したYZ-870Cスーパードッグファイターは国内外レースで好成績を残し、翌1989年の第3回1/10オフロード世界選手権4WDクラスを制した。正美は1987年から2009年に引退するまでの間、世界選手権で14回の優勝を果たしているが、それは最初の1回を除き全てヨコモ、アソシエイテッドのマシンによるものである。
1990年代半ばから盛んになったRCツーリングカーにはスーパードッグファイターワークス'93をベースとしたYR-4を投入、各地のレースで好成績を残す。
1999年3月には新型のMR-4TCを発売し、2000年の第1回1/10ツーリングカー世界選手権では原篤志の操縦により優勝している。このことによりヨコモはIFMAR電動カテゴリーを自社扱いの製品ですべて制覇したメーカーとなる。その後、駆動方式をシャフトドライブに変更したMR-4TC SD、再びベルトドライブを採用したMR-4TC BDを発売、レースでも上位を争う好成績を残している。
また、このMR-4TC SDに新開発のドリフトタイヤを装備した「ドリフトパッケージ」（通称：ドリパケ）が大ヒットし、ラジコンカーによるドリフト(ラジドリ)ブームの火付け役となった(このブームは同時期に全日本プロドリフト選手権(D1)のスポンサーになった事とD1とのライセンス契約による実在D1車両のボディを模したセット販売が功を奏している)。この商品は、主に競技用メーカーの色が強かったヨコモのイメージを大きく変えることとなった。なお、タカラトミーと共同開発された「エアロアールシー・ドリフトパッケージライト」という小型、低価格のドリフト専用ラジコンカーも2008年7月よりタカラトミーから発売している。
また、茨城県にある同社の屋内外大型サーキットである谷田部アリーナにて、これまでに五十数回にわたりYOKOMO DRIFTMEETINGというイベントを開催している。
2016年8月24日～27日にかけて中国北京のサーキットで開催されたIFMAR ISTC世界選手権レースにおいて、ヨコモの新型ツーリングシャーシ「BD 8」のプロトタイプを駆るロナルド・フェルカー選手が、念願の世界チャンピオンを獲得した.

2019年9月にネクスト・キャピタル・パートナーズが出資した株式会社ヨコモ（新社、株式会社ヨコモ・ネクストから商号変更）に事業を譲渡。 新社は2020年8月に本社を東京都足立区から茨城県つくば市に移転した。
旧社は2021年6月に株式会社ホットに商号変更。株式会社ホットは同年10月18日に東京地方裁判所から特別清算開始決定を受け、2022年3月28日に法人格が消滅した。